# Joachim Reinelt

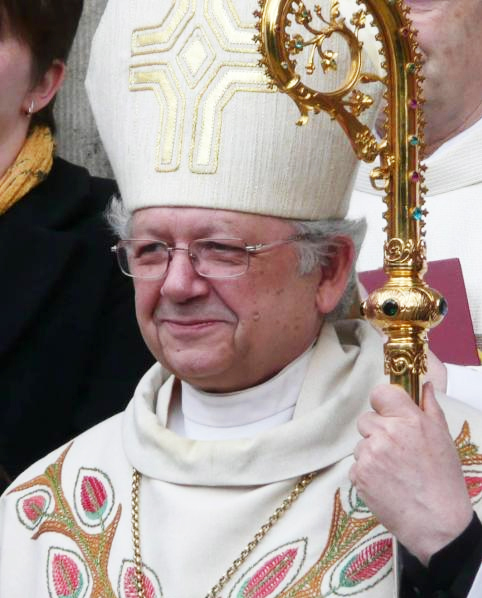
Bischof Joachim Reinelt bei der Firmung in der Pfarrei Herz-Jesu Dresden-Johannstadt

Joachim Friedrich Reinelt (* 21. Oktober 1936 in Neurode, Provinz Niederschlesien) ist emeritierter römisch-katholischer Bischof von Dresden-Meißen. 

## Leben
Nach dem Zweiten Weltkrieg 1945 und der Vertreibung der Deutschen aus Schlesien siedelte sich Reinelts Familie in Sachsen an. Dort legte er 1954 in Radeberg das Abitur ab. Nach einem einjährigen Sprachkurs in Halle studierte Joachim Reinelt von 1955 bis 1961 in Erfurt und Neuzelle Katholische Theologie. Am 29. Juni 1961 empfing er durch Bischof Otto Spülbeck im Dom St. Petri zu Bautzen die Priesterweihe.
Anschließend wirkte er als Kaplan in Gera und Freiberg und ab 1964 als Pfarradjutor in Ebersbach (Sachsen). Im Jahr 1966 wurde er Kaplan an der Katholischen Hofkirche in Dresden und wirkte ab 1970 zunächst als Pfarradministrator wieder in Freiberg und von 1974 bis 1986 als Pfarrer in Altenburg. Gleichzeitig war er von 1980 bis 1986 Dekan im gleichnamigen Dekanat und wurde 1986 als Ordinariatsrat in die Bischöfliche Verwaltung des Bistums Dresden-Meißen berufen, wo er als Caritasdirektor eine leitende Funktion innehatte.
Am 2. Januar 1988 ernannte ihn Papst Johannes Paul II. zum Bischof von Dresden-Meißen. Aus diesem Anlass gab sich Reinelt den Wahlspruch Jesus in medio („Jesus in der Mitte“), eine Kurzfassung des Bibelwortes „Wo zwei oder drei in meinem Namen versammelt sind, da bin ich mitten unter ihnen“ aus dem Matthäusevangelium (Mt 18,20 ), der auch seine Nähe zur Fokolarbewegung widerspiegelt. Die Bischofsweihe empfing Reinelt am 20. Februar 1988 durch Bischof Gerhard Schaffran in der Dresdener Hofkirche; Mitkonsekratoren waren Bischof Bernhard Huhn aus Görlitz und der Dresdner Weihbischof Georg Weinhold.

Bischofswappen von Joachim Reinelt

Joachim Reinelt war bei der Deutschen Bischofskonferenz stellvertretender Vorsitzender der Kommission für gesellschaftliche und soziale Fragen und Vorsitzender der Kommission für caritative Fragen.
Anlässlich seines bevorstehenden 75. Geburtstages am 21. Oktober 2011 hatte Joachim Reinelt Papst Benedikt XVI. seinen Rücktritt aus Altersgründen gemäß can. 401 § 1 CIC angeboten. Bereits am 4. April 2011 wurde jedoch bekannt, dass der Papst den Rücktritt Reinelts zunächst nicht annehmen werde, so dass dieser das Amt auf zunächst unbefristete Zeit weiterführte. Am 20. Februar 2012 nahm Benedikt XVI. schließlich das Rücktrittsgesuch von Joachim Reinelt an.

## Ehrungen
Am 28. Mai 2011 wurde Reinelt als „wichtiger Wegbereiter und Begleiter der Bürger der DDR, die sich im Herbst 1989 ihre Freiheit erkämpft haben“ durch den sächsischen Landtagspräsidenten Matthias Rößler mit der Sächsischen Verfassungsmedaille ausgezeichnet. Am 15. Oktober 2012 wurde ihm durch den sächsischen Ministerpräsidenten Stanislaw Tillich in Würdigung seiner sozialkaritativen Arbeit das Große Bundesverdienstkreuz verliehen.

## Schriften
- Christliche Perspektiven im geeinten Deutschland. Wege und Aufgaben der Kirche in den neuen Bundesländern. Köln 1992, ISBN 3-7616-1208-7.
- Seine Ankunft heißt Aufbruch. Weihnachtlich leben. Freiburg im Breisgau 1994. ISBN 3-451-23454-8.
- Sein Tod ist Leben. Meditationen zur Fasten- und Osterzeit. Freiburg im Breisgau 1996. ISBN 3-451-23932-9.
- Fest des Geistes. Gedanken zur Firmung. Leipzig 2004, ISBN 3-746-21678-8.
- Provokation und Aufbruch. Bischof Joachim Reinelt im Gespräch mit Friedhelm Berger. Augsburg 2002. ISBN 3-929246-83-X.
- Die Liebe zählt. Gedanken zur Caritas. Leipzig 2006, ISBN  3-746221-35-8.